# 京極政光
京極 政光（きょうごく まさみつ）は、室町時代の武将。京極持清の次男。
初めは佐々木氏庶流の黒田氏の養子に入ったが、応仁の乱の只中に父と兄がそれぞれ応仁2年（1468年）、文明2年（1470年）に死去した。そのため家督と守護職は甥の孫童子丸が継承、政経と守護代多賀高忠が補佐した。しかし、政光はこれに不満を覚え多賀清直と共に孫童子丸の庶兄・乙童子丸（高清）を擁立して六角高頼と組んで西軍へ寝返った（京極騒乱）。政経・多賀高忠は六角政堯と共に東軍へ留まった。文明3年（1471年）に孫童子丸が夭折したが、政経が次の当主になったため京極氏の抗争は継続した。
文明4年（1472年）に政経派を撃破、政経らを追放して乙童子丸を当主に据えて多賀清直と共に後見人となったが、翌年に死去した。

## 参考史料
- 小和田哲男編『戦国大名閨閥事典 第二巻』新人物往来社、1996年。